# 安蒂亞 (古巴)
安蒂利亚是古巴的城鎮，属奧爾金省，始建於1907年，面積101平方公里，海拔高度5米，2004年人口12,542，人口密度為每平方公里115.3人。

## 外部連結
- Municipality webpage （页面存档备份，存于） (Spanish language)